# Katie Finneran
 Katie Finneran  (nacida el 22 de enero de 1971) es una actriz estadounidense conocida por sus actuaciones ganadoras del Premio Tony en la obra de Broadway, Noises Off en 2002 y el musical Promises, Promises en 2010.

## Filmografía

### Cine
| Año  | Título                                  | Rol              | Notas                 |
| ---- | --------------------------------------- | ---------------- | --------------------- |
| 1990 | La noche de los muertos vivientes       | Judy Rose Larson |                       |
| 1998 | You've Got Mail                         | Maureen          |                       |
| 1999 | Liberty Heights                         | Mrs. Johnson     |                       |
| 2002 | Death to Smoochy                        | mujer            | No acreditada         |
| 2005 | Miss Congeniality 2: Armed and Fabulous | Head Bar Patron  | No acreditada         |
| 2005 | Bewitched                               | Sheila Wyatt     |                       |
| 2006 | Broken Bridges                          | Patsi            |                       |
| 2007 | Firehouse Dog                           | Felicity Hammer  |                       |
| 2007 | Walk the Talk                           | Linda            |                       |
| 2007 | Staten Island                           | Mrs. Dickenson   |                       |
| 2009 | Baby on Board                           | Sylvia Chambers  |                       |
| 2011 | Company                                 | Amy              |                       |
| 2013 | Movie 43                                | Angie            | Segmento: "The Catch" |
| 2020 | Freaky                                  | Coral Kessler    |                       |